# Anglicanismo en Sichuan
Anglicanismo en Sichuan hace referencia a la historia e implantación del anglicanismo en la provincia sudoccidental china de Sichuan, antiguamente romanizada como Szechwan, Szechuan o Ssuchʻuan, también denominada «China Occidental» (en inglés: Western China). La misión anglicana en Sichuan empezó en 1887 cuando los misioneros anglicanos que trabajaban con la China Inland Mission empezaron a llegar desde el Reino Unido. Posteriormente se les unieron los misioneros de la Church Missionary Society y la Bible Churchmen's Missionary Society. O según Anales de Religión de Mianyang, en 1885, Alfred Arthur Phillips y Gertrude Emma Wells de la Church Missionary Society ya fundaron una pequeña iglesia misional en la ciudad de Mianyang (antiguamente, Mienchow). El anglicanismo, junto con el metodismo, eran las dos mayores confesiones protestantes en dicha provincia antes de 1950.

## Historia

### Primeras misiones anglicanas

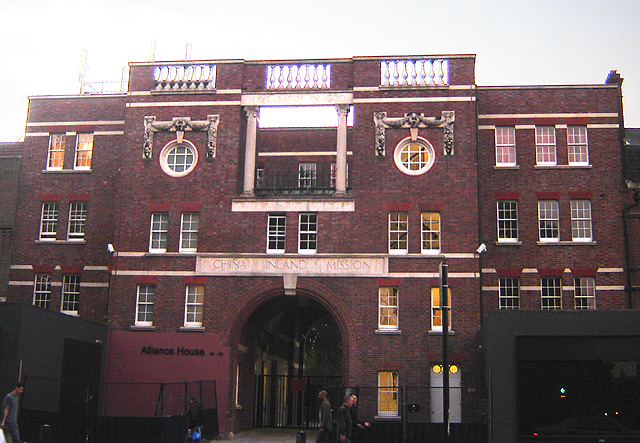
La antigua sede de la China Inland Mission en Londres. La CIM aportó la primera misión anglicana en Sichuan.

Los siete de Cambridge eran anglicanos que servían en la China Inland Mission (CIM), una sociedad misionera interdenominacional. Entre ellos, William Cassels, ya era sacerdote ordenado; y otro, Arthur T. Polhill-Turner, estaba estudiando para las órdenes sagradas cuando se ofreció como voluntario para la misión en China. A su llegada a China, tanto estos dos como Montagu Proctor-Beauchamp fueron enviados por la CIM a la provincia occidental de Sichuan en 1887. Cassels tenía la licencia del obispo de China Central George Moule, ya que la región se encontraba dentro de la jurisdicción de China Central, y Arthur Polhill no tardó mucho en ser ordenado diácono y sacerdote por el mismo obispo. De ello se deducía que el trabajo se ajustaba en cierta medida a la Iglesia de Inglaterra. Cecil H. Polhill-Turner se basó, al principio, en la capital, Chengtu, y en la ciudad de Chungking, en el este de Sichuan, pero se sintió atraído por los tibetanos. Después de ayudar con el trabajo misionero en Kalimpong de la India en 1896, se mudó a Tatsienlu, una ciudad tibetana de Kham ubicada en el oeste de Sichuan. Desde allí había trabajado en las fronteras sino- e indo-tibetanas desde entonces.
En 1893, el primer templo anglicano, la iglesia de la Trinidad, fue construido en Paoning, que adoptó el estilo de los edificios residenciales tradicionales del norte de Sichuan, totalmente integrado en el entorno. La exploradora británica Isabella Bird dejó escrita de la iglesia: «es de estilo chino, las ventanas del cancel están “vidriadas” con papel de colores para simular vidrieras, y tiene capacidad para doscientos. [...] La iglesia estaba abarrotada en maitines, y la multitud se paraba afuera, donde podían ver y oír, esta publicidad contrasta con la práctica romana.»

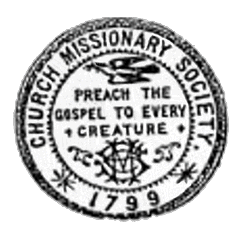
Antiguo logotipo de la Church Missionary Society

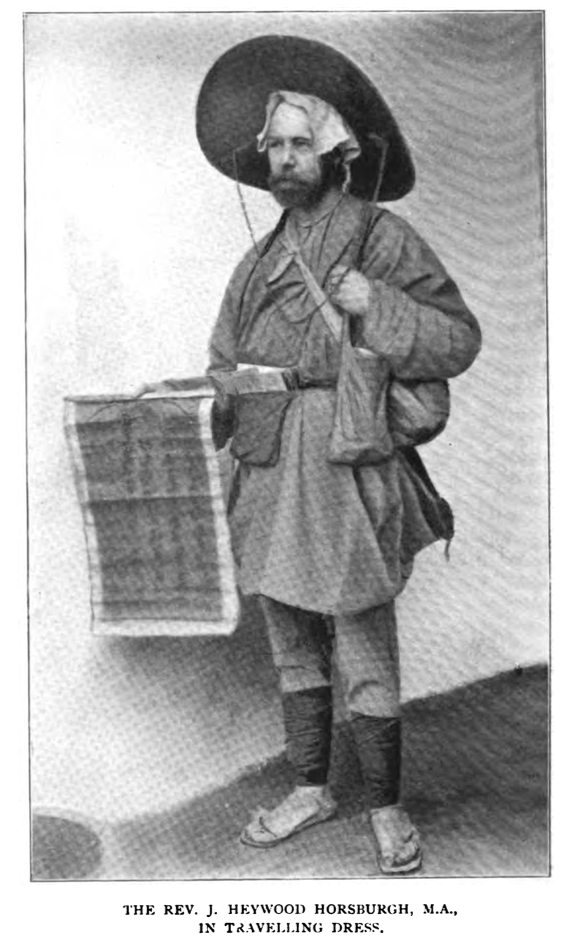
James Heywood Horsburgh con ropa local de viaje. Horsburgh fue el primer misionero enviado a Sichuan por la Church Missionary Society.

No mucho después de la llegada de los misioneros de la CIM, el reverendo James Heywood Horsburgh, de la misión de China Central de la Church Missionary Society (CMS; perteneciente a la Iglesia de Inglaterra), pudo poner en ejecución un plan formado por él mismo en 1888 después de una gira pionera en Sichuan. A finales de 1891, el Sr. y la Sra. Horsburgh, el reverendo O. M. Jackson, tres misioneros legos y seis misioneras solteras, entraron a Sichuan como el primer grupo de misioneros de la CMS en comenzar a trabajar en esa provincia. Por un arreglo amistoso con la CIM, ayudado por la influencia que poseía esta última con otras misiones que estaban o podían estar deseosas de abrir trabajo en la región, una gran parte de la provincia se apartó para trabajar en conformidad con la Iglesia de Inglaterra, y se asignó un área definida tanto a los trabajadores de la CMS como a los de la CIM. El área de CMS se encontraba principalmente al norte de la capital, Chengtu, el área de CIM se encontraba al este del área de CMS.
Cuando el grupo de Horsburgh llegó por primera vez, no pudieron asegurar ni alquilar ninguna casa en las principales ciudades de lo que sería el área ocupada de su misión en el futuro; y moraron al principio con sus colaboradores de la CIM. Sin embargo, no tardaron mucho en comenzar el trabajo itinerante, quedándose durante días o semanas en las posadas locales, estancias tan breves no fueron en absoluto infructuosas. Entre los líderes de este grupo fue una mujer dotada de excepcionales dotes, Alice Entwistle, a quien se debió principalmente la apertura de la importante ciudad de Miencheo.
En 1894, el trabajo de la CMS había comenzado en Mienchow (Miencheo), Chungpa, Anhsien, Mienchu y Sintu; ese mismo año se fundó el primer templo de la CMS en Chungpa. En 1908, la CMS por sí sola reclamaba ocho estaciones en un área de aproximadamente ciento cincuenta millas cuadradas, todas ellas se encontraban en el oeste de la región. Mientras tanto, la CIM, con Paoning como su centro, también estaban abriendo camino en la parte este de Sichuan. Arthur Polhill estuvo diez años en Bazhong (antiguamente, Pachau o Pachow) haciendo proselitismo entre 1888 y 1898. En 1899 se mudó a Dazhou (antiguamente, Suitingfu), donde construyó una iglesia del Evangelio de usos múltiples en 1904. Se establecieron varias estaciones misioneras después de la finalización del edificio.
En aquella época, Sichuan era la provincia más occidental de China, sin salida al mar, que limita con el Tíbet. Estaba bastante aislada en comparación con las provincias costeras del este de China. Los misioneros se dispersaron, el persistente estado de perturbación de las zonas rurales con la guerra, el bandolerismo y el malestar general hacían el trabajo difícil y peligroso.
Antes de 1895, el trabajo de la CMS en Sichuan había estado bajo la dirección de George Moule, el obispo de China Central, pero le resultaba bastante imposible dar una supervisión adecuada a una región a casi 2000 millas de distancia de su sede, por lo que se decidió crear una nueva diócesis de China Occidental (también, diócesis de Szechwan). Con la aprobación del arzobispo de Canterbury (Edward White Benson) y de la CMS, Cassels fue consagrado obispo el 18 de octubre de 1895, día de San Lucas, en la abadía de Westminster.
Ese mismo año estuvo marcado por un grave estallido de agitación antiextranjera que se extendió por toda la provincia. En Chengtu, la capital, se destruyeron la propiedad de tres misiones protestantes y la de los católicos, y en otras ciudades se desorganizó temporalmente el trabajo de las estaciones de la CMS. Sin embargo, los misioneros pudieron permanecer en sus puestos y, a pesar de la oposición y las ocasionales oleadas de intenso sentimiento antiextranjero, el trabajo continuó hasta el levantamiento de los bóxers en 1900. Este disturbio no afectó tanto a Sichuan como a algunas otras partes de China, sin embargo, los misioneros fueron obligados por órdenes consulares a retirarse a la costa. Durante su ausencia, los conversos locales defendieron su fe y llevaron a cabo todos los servicios regulares.

### SigloXX

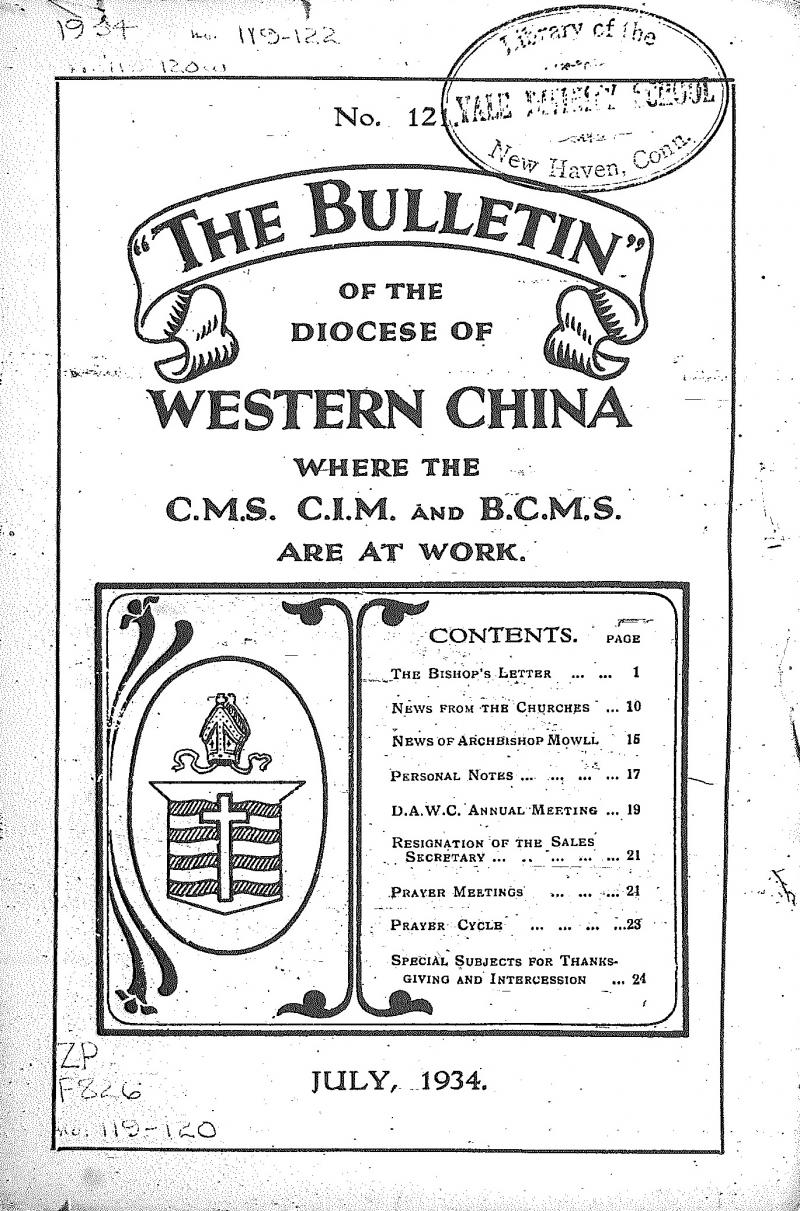
The Bulletin of the Diocese of Western China, el boletín diocesano, fundado en 1904.

Tras el establecimiento de la diócesis de China Occidental y el creciente número de conversos, la iglesia de la Trinidad se había vuelto demasiado pequeña. Construcción de una procatedral neogótica se inició en 1913 bajo la supervisión del arquitecto australiano George A. Rogers. Una vez finalizada la construcción, Cassels invitó al obispo de Hankow, Logan Herbert Roots, que era su vecino episcopal más cercano, a Paoning para predicar una serie de sermones en relación con la apertura de la procatedral en diciembre de 1914. Esto provocó cierta disensión entre el personal extranjero, ya que los evangélicos acérrimos estaban molestos por la idea de algo que se llamaría catedral. Entre ellos, dos misioneras estaban particularmente molestas por el servicio de consagración con dos obispos en túnicas de convocatoria, postura de pie en el ofertorio y flores en dos hermosos jarrones colocados dentro de las barandillas del cancel. Dejaron la diócesis por otras esferas de trabajo. Además, la diócesis había publicado su boletín The Bulletin of the Diocese of Western China a partir de 1904, cuyo nombre cambió varias veces durante sus 54 años de publicación.

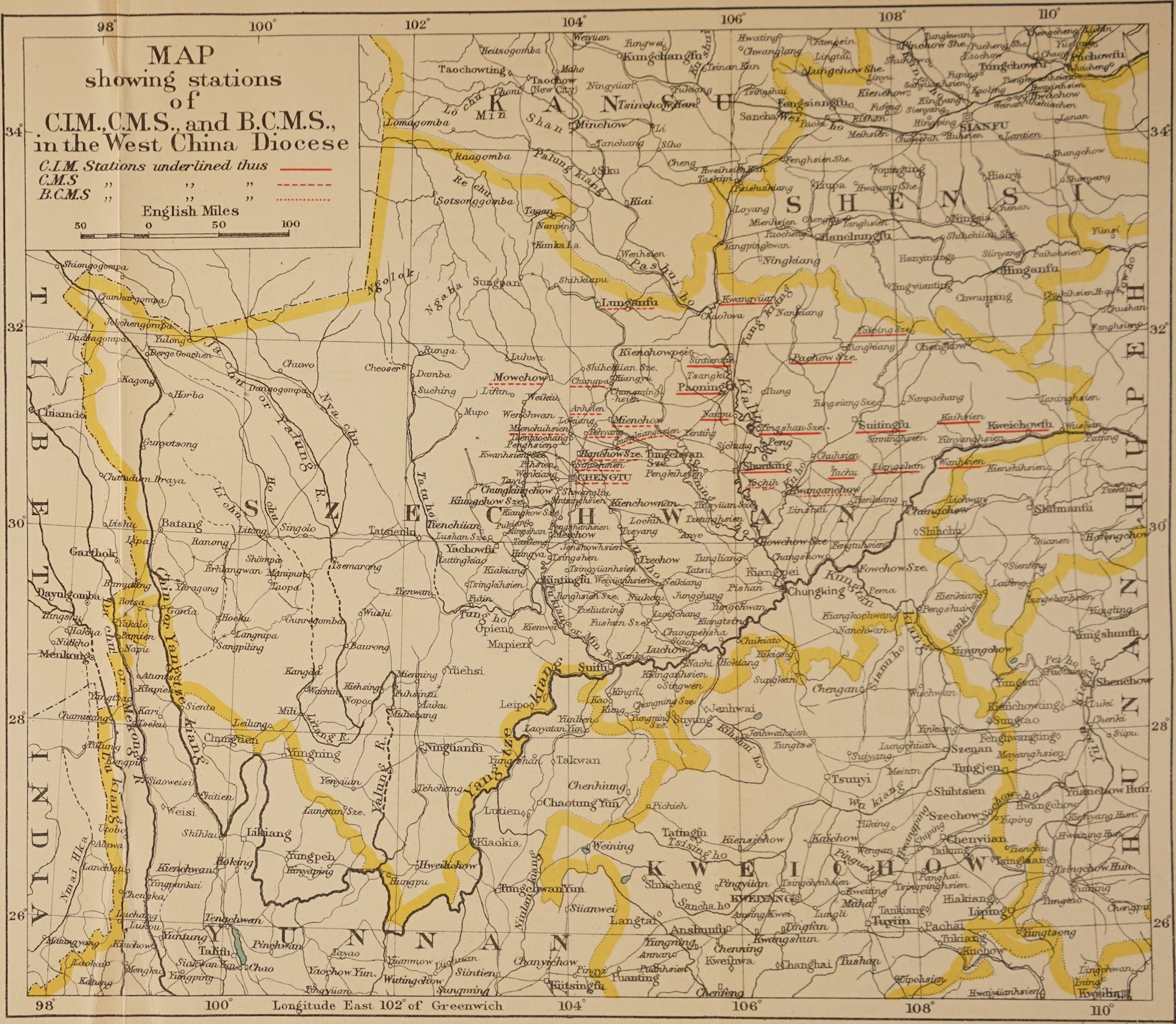
Mapa de Szechwan que muestra las estaciones misioneras de China Inland Mission (CIM), Church Missionary Society (CMS), y Bible Churchmen's Missionary Society (BCMS), 1926.

La creciente madurez de la Iglesia sichuanesa se vio en el nombramiento de Ku Ho-lin por Cassels como archidiácono en 1918. Ku fue notable como converso del mahometanismo, y había sido uno de los que mantuvo unida a la Iglesia cuando el personal extranjero tuvo que irse durante el levantamiento de los bóxers. De hecho, la supervisión del número mucho mayor de congregaciones se estaba volviendo demasiado para Cassels solo. Ya en 1915 planteó al arzobispo de Canterbury (Randall Davidson) la cuestión de la división de la diócesis. Eso no parecía aconsejable entonces, pero el alivio fue dado primero por el nombramiento de un archidiácono, y luego por el nombramiento en 1922 de Howard Mowll como obispo auxiliar, para cuidar, en particular, de los centros donde trabajaba la CMS. Cassels alentó a la Bible Churchmen's Missionary Society (BCMS), compuesta por evangélicos conservadores que se habían separado de la CMS en 1923, a emprender el trabajo en Kwang-an, Yuehchih y Linshui. Llegaron a concentrarse en el área alrededor de Kwang-an.
Bandas de fanáticos, que se autodenominaban «soldados divinos», mataron a seis o siete cristianos en 1921 en el distrito de Wanhsien. La provincia también se vio afectada por los disturbios y la hostilidad anticristiana generalizada en China en los años 1920, que tuvieron su origen en las partes este y norte de China, como Shanghái y Pekín.
Cassels murió el 7 de noviembre de 1925. Había trabajado cuarenta años en Sichuan, con base en Paoning, treinta de estos años como obispo. Howard Mowll lo sucedió como obispo diocesano. Fue en gran parte el resultado del trabajo de Cassels que el cristianismo en su forma anglicana se había establecido bien en el este de la provincia de Sichuan. En 1885, aparte de los católicos, no había ninguna congregación, iglesia o casa de misión cristiana. En una carta escrita casi cuarenta años después de su llegada a Sichuan, Cassels hizo un breve recuento de los logros de la misión: 

Cuando llegué aquí hace casi cuarenta años, no había casa de misión ni iglesia. Ahora hay veinticinco estaciones centrales y ciento veinte estaciones nuevas, y se han construido unas cuarenta o cincuenta iglesias. Entonces no había cristianos ni catecúmenos de ningún tipo. Ahora se han bautizado más de 10 000 conversos, y de estos se han confirmado unos 6700; y los resultados muestran que hay cerca de 2500 personas bautizadas que aún no han sido confirmadas, así como más de 2000 catecúmenos, una parte de los cuales, se espera, serán bautizados en poco tiempo. Y en cuanto a los trabajadores chinos, no es necesario decir que no había ninguno de ningún tipo en esos días. Pero ahora doce hombres probados han sido admitidos a las órdenes sagradas, de los cuales uno ha fallecido y uno ha sido nombrado archidiácono. También hay en la diócesis noventa y ocho predicadores licenciados, sin incluir colportores, bibliadoras y otros.

No debo quedarme en aludir en detalle a las escuelas de niños y niñas, los hospitales, el albergue de Chengtu, la escuela de formación (institución de altísimo valor), ni a la catedral, que han nacido todos desde la formación de la diócesis.

La diócesis se concentró en la evangelización generalizada en pueblos y ciudades en lugar de grandes instituciones y escuelas. Sin embargo, había un hospital de la Iglesia en Langchung (Paoning). Durante un tiempo también hubo una escuela de niñas, un pequeño colegio teológico y una escuela de formación de predicadores. El hospital de Langchung fue durante mucho tiempo el único hospital en el noreste de Sichuan. También se mantuvieron hospitales en Suitingfu y Liangshan.
En el este de Sichuan, la Iglesia recibió ayuda del extranjero a través de la CIM y, más tarde, de la BCMS; en el oeste de Sichuan, la ayuda llegó a través de la CMS. En esta última área, el anglicanismo estaba mucho menos extendido que en la primera, aunque se extendía a Sungpan y Mowchow, prácticamente en la región tibetana y qiang. Además del evangelismo directo, se mantuvo un hospital de la Iglesia en Mienchu, donde el Dr. John Howard Lechler trabajó durante treinta años a partir de 1908. Durante un tiempo, Montagu Robert Lawrence, el hermano mayor de T. E. Lawrence, trabajó allí como suplente de Lechler.
En 1918, la CMS se convirtió en socia de la Universidad de la Unión de China Occidental creada por cuatro sociedades misioneras protestantes en 1910 en la capital, Chengtu. Los anglicanos proporcionaron en diferentes momentos varios miembros del personal de la universidad, incluido el Dr. H. G. Anderson, que trabajaba en su Facultad de Medicina y Odontología; y también un albergue para estudiantes.
Durante los disturbios en 1923, dos clérigos ingleses, F. J. Watt y R. A. Whiteside, fueron asesinados a tiros por bandidos en las montañas entre Mienchuhsien y Mowchow. Había un internado de niños en Mienchow, donde uno de ellos había enseñado. Se erigió una estela conmemorativa al pie de la montaña donde los dos hombres fueron asesinados.
Tres locales fueron nombrados diáconos en 1923 pero, hasta 1926, todas las parroquias e instituciones de la Iglesia estaban a cargo del personal occidental. La transferencia de responsabilidad no comenzó realmente hasta después del año 1927.

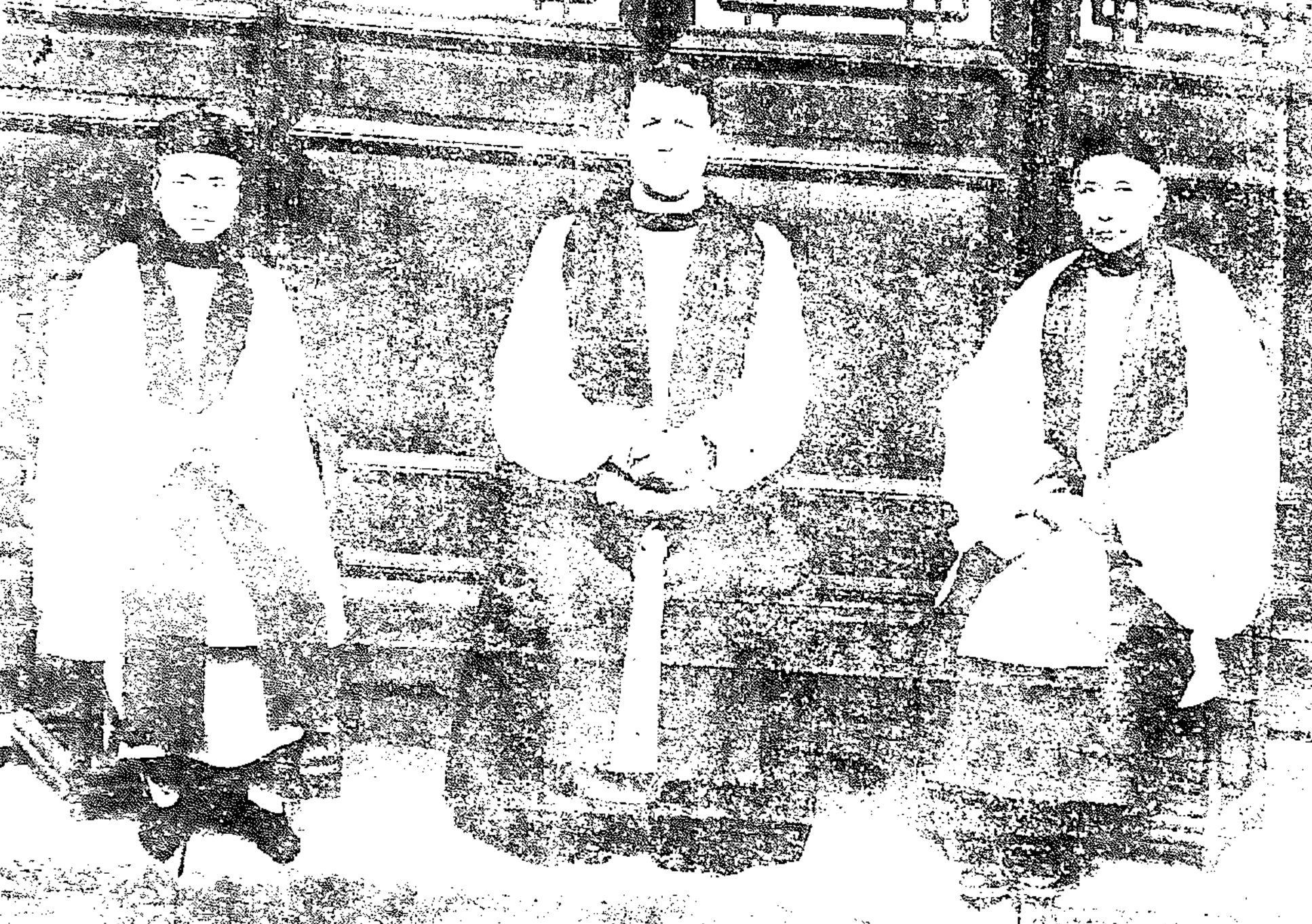
Los tres obispos de la diócesis de Szechwan en 1929, de izquierda a derecha: Song Cheng-tsi, Howard Mowll y Ku Ho-lin.

En 1929, el obispo Mowll dispuso el nombramiento de dos obispos auxiliares para la diócesis de China Occidental. Ku Ho-lin (también, Ku Shou-tsi) fue designado particularmente para ayudar con la parte de la diócesis en el noreste de Sichuan, que debía su origen a la sección anglicana de la CIM. Su consagración tuvo lugar el 16 de junio en la catedral de San Juan Evangelista en Paoning. Brook Hannah, el superintendente auxiliar, se desempeñó como lector de letanía durante la ceremonia. Song Cheng-tsi fue nombrado obispo auxiliar para ayudar en el oeste de Sichuan, donde la conexión de la Iglesia estaba con la CMS. Su consagración tuvo lugar el 29 de junio en la iglesia de Santo Tomás en Mienchu.
El obispo Mowll se fue para asumir su nuevo cargo como arzobispo de Sídney en 1933 y John Holden fue trasladado desde Kwangsi-Hunán para sucederlo. A diferencia de su predecesor, Holden tenía una amplia experiencia en China. Había estado en ese país cuando era joven, trabajó veintiséis años en la diócesis de Kwangsi-Hunan y hablaba chino con fluidez.
En 1929, Vyvyan Donnithorne, misionero de la CMS y el futuro archidiácono de Szechwan Occidental, llegó a Hanchow junto con su esposa. Se desempeñó como pastor de la iglesia del Evangelio hasta 1949, antes de ser trasladado a las Islas Canarias de España. Durante su estancia en Hanchow, fue nombrado miembro de la Sociedad de Investigación Fronteriza de China Occidental y, una figura clave en el descubrimiento del yacimiento arqueológico ahora conocido como Sanxingdui.
La mitad de la década de 1930 fueron años extremadamente difíciles para la Iglesia en Sichuan. Los ejércitos comunistas se retiraron a través de Sichuan a Shaanxi cuando fueron expulsados de Jiangxi. Los trabajadores de la Iglesia no tenían más remedio que abandonar sus centros debido a la anarquía y el bandolerismo generalizados a lo largo de las rutas de retirada de los ejércitos, aunque fuera temporalmente, era imposible que la autosuficiencia financiera avanzara muy rápidamente. Las tropas comunistas destruyeron por completo las iglesias, capillas, escuelas, casas de pastores en Lifan, Tzagulao y la propiedad de la CMS en Maochow.
Durante la década de 1930, la conferencia misionera de la CMS todavía tenía más autoridad que el sínodo diocesano, pero bajo el obispo Holden esto cambió gradualmente. Hizo avances considerables en la transferencia de la responsabilidad a los locales. En 1932, se publicó una traducción al chino del Libro de Oración Común, revisada y autorizada para su uso en la diócesis de Szechwan.
En 1936, la diócesis de China Occidental se dividió en dos diócesis: la diócesis de Szechwan Oriental y la diócesis de Szechwan Occidental. Holden continuó como obispo de la nueva diócesis de Szechwan Occidental, pero se vio obligado a dimitir por problemas de salud y regresó a Inglaterra en 1937. Song Cheng-tsi lo sucedió como obispo dicosesano. Frank Houghton fue elegido como primer obispo de la nueva diócesis de Szechwan Oriental, que se correspondía con el área asistida por la CIM y, más tarde, por la BCMS. Ku Ho-lin continuó como obispo auxiliar hasta que se jubiló en 1947. Cuando Houghton dimitió en 1940, Kenneth Bevan lo sucedió. Durante este período, la Iglesia tenía escuelas secundarias en Tahsien y Liangshan, y también hospitales en Liangshan y Langchung. Hubo celebraciones en 1945 por el jubileo de oro de la diócesis de China Occidental y por el jubileo de diamante del inicio de la misión anglicana en Sichuan.

## Situación actual
Después de la toma de poder por parte de los comunistas en 1949, las iglesias protestantes en China se vieron obligadas a romper sus lazos con las respectivas iglesias en el extranjero, lo que ha llevado a la fusión de todas las confesiones protestantes en la Iglesia patriótica de las tres autonomías establecida por el gobierno comunista. La Iglesia anglicana en China nunca se disolvió formalmente, pero todas las actividades habían cesado en 1958.

## Galería de templos

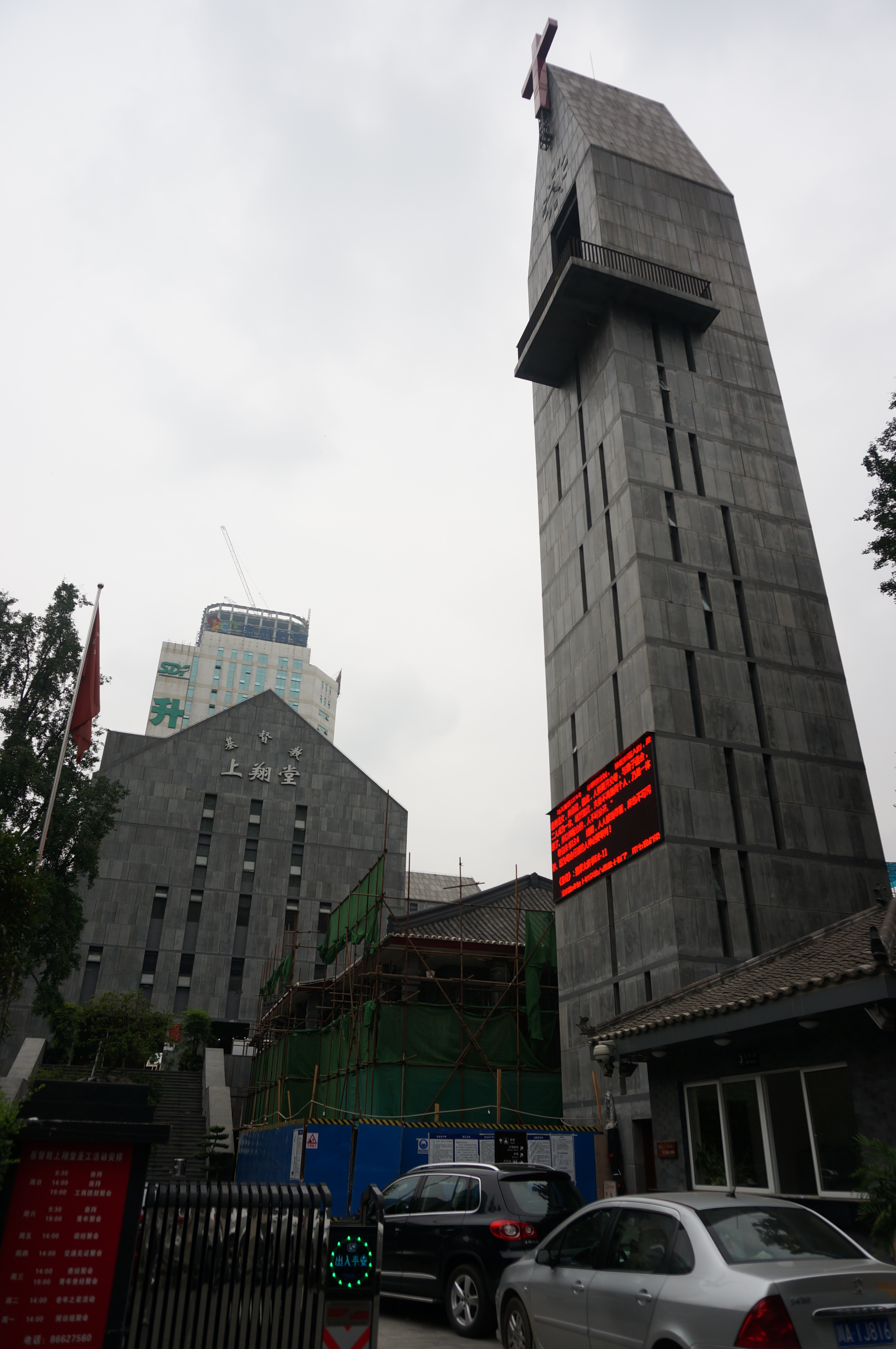
Iglesia de San Juan de Chengtu (CIM; diócesis de Szechwan Occidental)
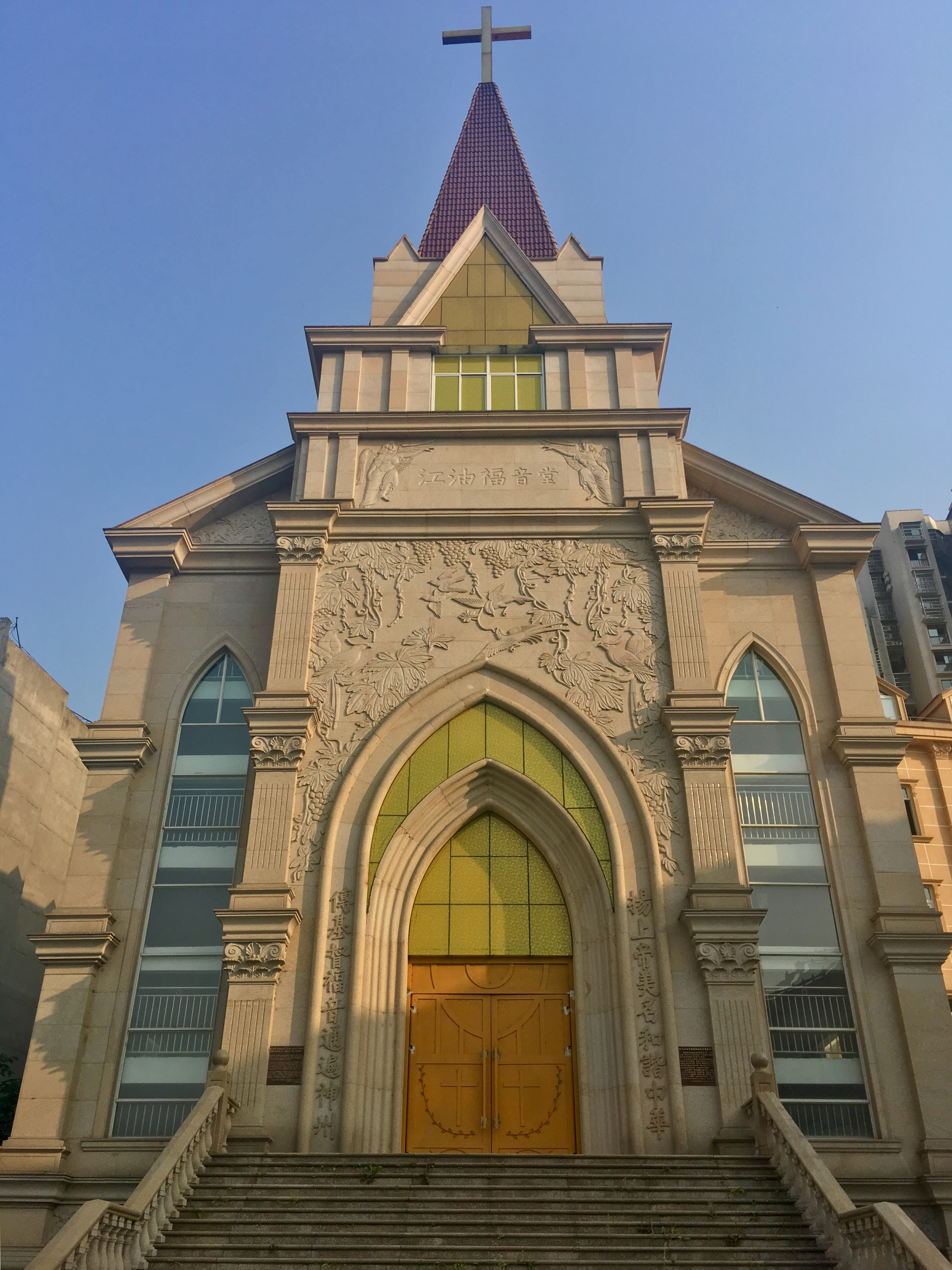
Iglesia del Evangelio de Chungpa (CMS; diócesis de Szechwan Occidental)
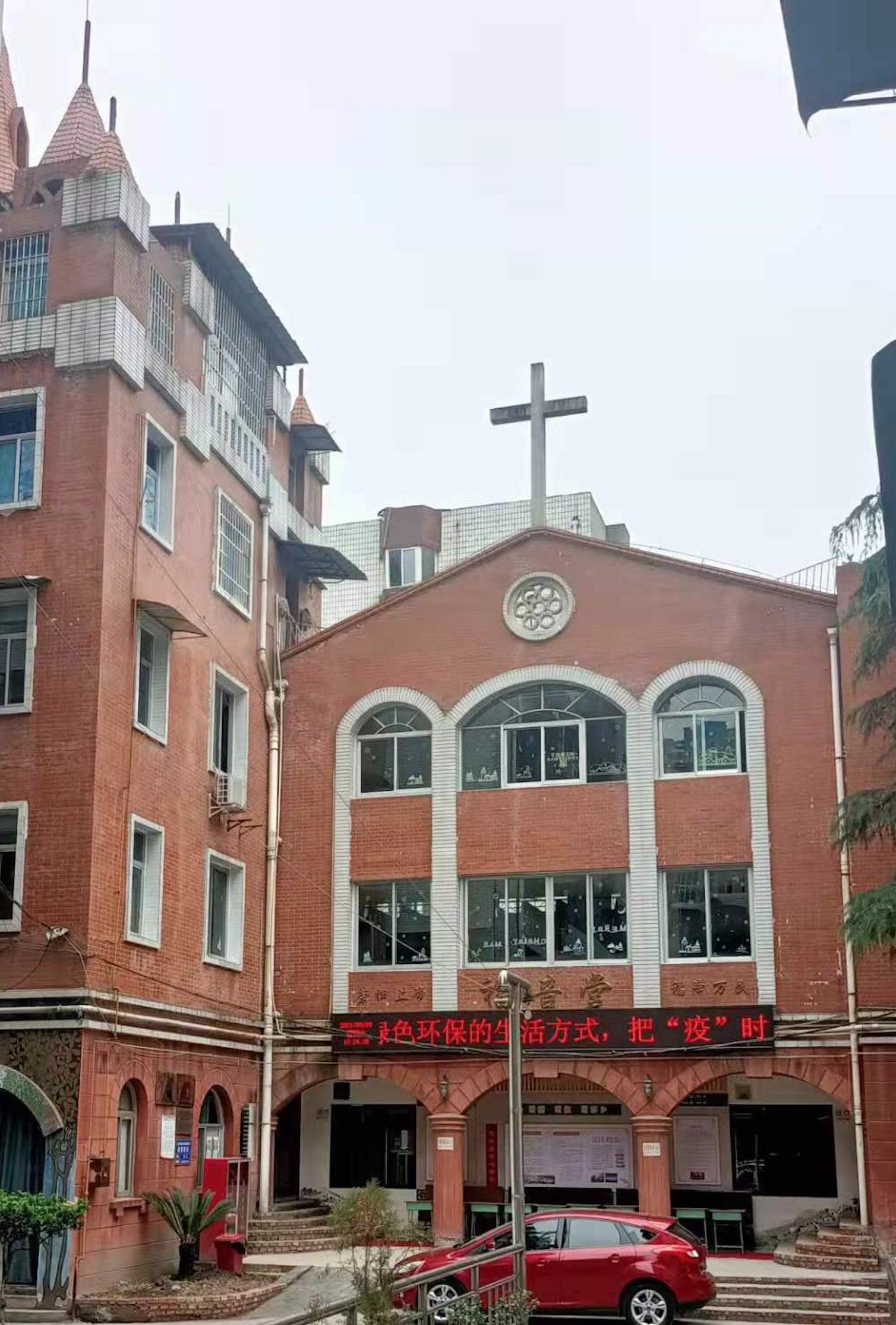
Iglesia del Evangelio de Mienchow (CMS; diócesis de Szechwan Occidental)
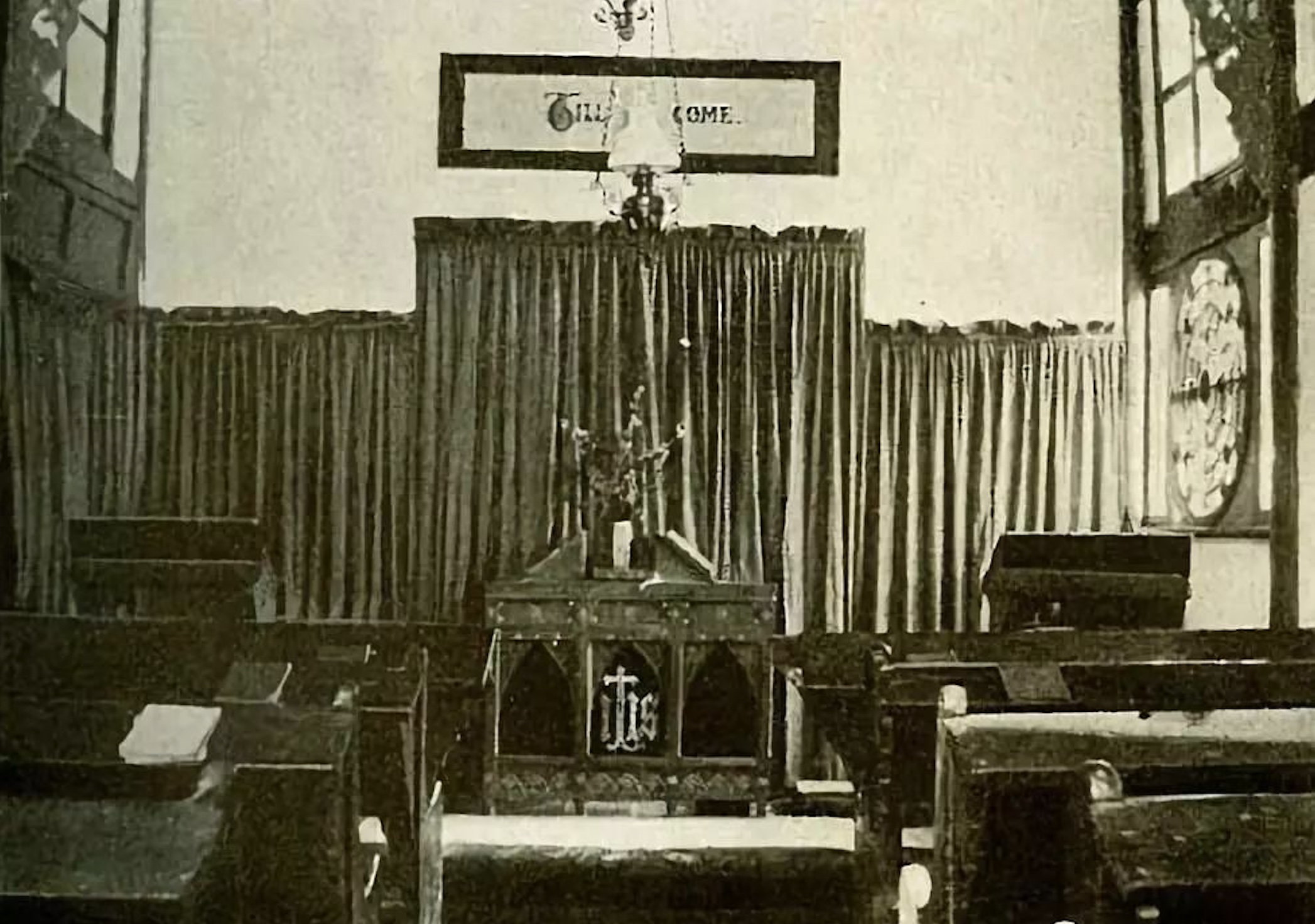
Interior de la iglesia de la Trinidad de Paoning, los años 1890 (CIM; diócesis de Szechwan Oriental)
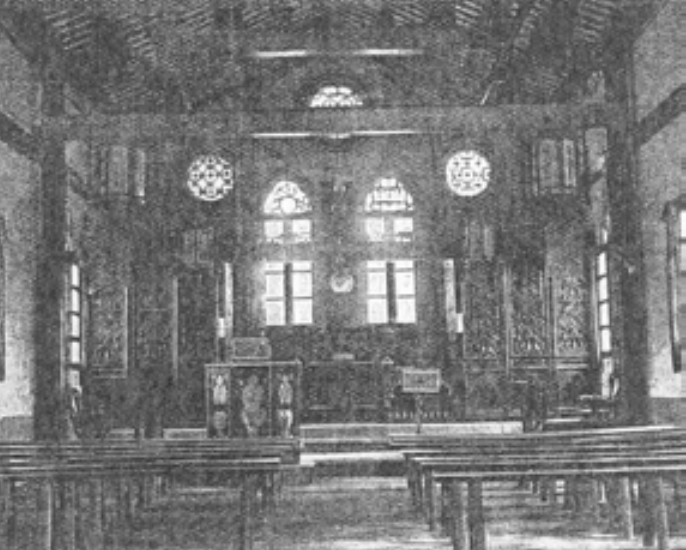
Interior de la catedral de San Juan de Paoning, los años 1910 (CIM; diócesis de Szechwan Oriental)

## Revistas y periódicos
- Ao, Tianzhao (2000). «三星堆古文化、古城、古国遗址发现始末» [La historia del descubrimiento de la antigua cultura de Sanxingdui y las ruinas de las ciudades del antiguo reino de Shu]. 巴蜀史志 [Historia de Ba–Shu] (en chino simplificado) (4). ISSN 1671-265X.
- Kou, Yü-tien; Tsai, Fuh-tsu (1929). «四川祝聖古宋二牧爲會督之盛典» [Gran ceremonias de las ordenaciones episcopales del archidiácono Ku Shou-tsi y del diácono Song Cheng-tsi en la diócesis de Szechwan]. 聖公會報 [The Chinese Churchman] (en chino tradicional) (Shanghái: Oficina del periódico anglicano de la universidad de San Juan de Shanghái) 22 (17–18).
- Plewman, T. E. (1936). «The Red Terror in the Tribes Country». The West China Missionary News (en inglés) (Chengtu: West China Missions Advisory Board) 38 (1).
- Stewart, J. L., ed. (1924). «A Suitable Stone». The West China Missionary News (en inglés) (Chengtu: West China Missions Advisory Board) 26 (5).

- Datos: Q112692694
- Multimedia: Anglicanism in Sichuan / Q112692694